# Коломбатович Юрай
Юрай Коломбатович (*8 грудня 1843, м. Спліт, Австро-Угорщина — †21 вересня 1908, м. Спліт) — хорватський науковець-зоолог, відомий своїми працями по іхтіології, а також проєктом залісення району Мар'ян.
Протягом своєї роботи на посаді професора, з 1864 по 1900, Юрай Коломбатович описав 9 нових видів риб, а в 1886 році навіть описав один вид ящірок — Lacerta mosorensis. Крім того, в 1852 році за його ініціативою був запущений проєкт залісення Мар'яну (район Спліта), де було проведено висадку алепської сосни (Pinus halepensis).